# بخش سیانگ شرقی
بخش سیانگ شرقی (به انگلیسی: East Siang district) یک منطقهٔ مسکونی در هند است که در آروناچال پرادش واقع شده‌است. بخش سیانگ شرقی ۴٬۰۰۵ کیلومتر مربع مساحت و ۷۳٬۳۵۴ نفر جمعیت دارد.